# Baoro
Baoro är en ort i Centralafrikanska republiken.   Den ligger i prefekturen Préfecture de la Nana-Mambéré, i den västra delen av landet, 300 km nordväst om huvudstaden Bangui. Baoro ligger 728 meter över havet och antalet invånare är 6 319.
Terrängen runt Baoro är huvudsakligen platt. Baoro ligger nere i en dal. Runt Baoro är det mycket glesbefolkat, med 4 invånare per kvadratkilometer.. Det finns inga andra samhällen i närheten. 
I omgivningarna runt Baoro växer huvudsakligen savannskog.